# 播磨中部丘陵県立自然公園
播磨中部丘陵県立自然公園（はりまちゅうぶきゅうりょうけんりつしぜんこうえん）とは、兵庫県中部にある兵庫県立の自然公園である。

## 概要
兵庫県の播磨地方中部の姫路市、加古川市、小野市、加西市に広がる。鴨池を中心に、標高200～300メートル級の中道子山、善防山、法華山などの丘陵地帯を公園域として、1961年3月30日に指定された。総面積は5,895ヘクタールで、うち特別地域が657ヘクタールとなっている。

### 山岳
- 中道子山（城山） - 標高272メートル。
- 善防山 - 標高251メートル
- 法華山 - 標高243メートル。

### 湖沼
- 鴨池（男池） - 数千羽の鴨の越冬地。
  - 鴨池公園

### その他
- 中道子山城跡
- 善防山城跡
- 一乗寺 - 西国三十三所第26番、播磨西国三十三箇所観音霊場第33番、神仏霊場巡拝の道第77番。